# اينار سفيري بيدرسن
اينار سفيري بيدرسن (بالنرويجية البوكمول: Einar Sverre Pedersen)‏ هو طيار وعسكري نرويجي، ولد في 29 يناير 1919 في تروندهايم في النرويج، وتوفي في 16 يناير 2008.